# Diana Rogerson
Diana Rogerson, també coneguda com a Chrystal Belle Scrodd, és una artista anglesa clau en el desenvolupament de l'escena industrial i experimental del Regne Unit.
En 1984 va crear el grup de performance BDSM Fistfuck, al costat de Jill Westwood. També ha col·laborat amb artistes com Nurse With Wound i Current 93.